# Valeriano Bozal Fernández
Valeriano Bozal Fernández (Madrid, 24 de novembre de 1940 - 2 de juliol de 2023) fou un filòleg hispànic, historiador, filòsof i historiador de l'art espanyol, especialitzat en literatura i estètica hispànica i, més concretament, en estudis sobre l'art a Espanya. Treballà com a professor catedràtic a la Universitat Complutense de Madrid. Així mateix, destaca com a estudiós de l'obra de Francisco de Goya, sent aquest tema recurrent en les seves conferències.
Fou també col·laborador habitual del Museu del Prado, que el distingí amb diversos premis. Ha presentat també nombroses exposicions d'aquesta institució, especialment sobre Goya. Ha col·laborat també amb la redacció de l'Enciclopèdia del Museu del Prado, projecte col·laboratiu del qual va formar part redactant gran part de les veus que la componen. És especialment important la seva obra sobre Goya, per la qual ha rebut gran quantitat de premis en la categoria d'Història de l'Art. També ha escrit sobre altres mestres de la pintura, com Piero della Francesca.

## Llibres publicats
- Una alternativa para la enseñanza, Madrid, Centropress, S.L., 1977. ISBN 8440028601
- El arte del siglo XX : La construcción de la vanguardia (1850-1939), Madrid, Cuadernos para el Diálogo, 1978. ISBN 8480260629
- Sátira y tragedia, las imágenes de Castelao, Sada, Do Castro, 1987. ISBN 8474923379
- Antes del informalismo. Arte español, 1940-1958: colección de arte contemporáneo, Madrid, Museo Nacional Centro de Arte Reina Sofía, 1996. ISBN 8445127322
- Arte y ciudad en Galicia, siglo XIX, Santiago de Compostela, Fundación Caixa Galicia, 1990. ISBN 8450592178
- Goya y el gusto moderno, Madrid, Tf, 1997. ISBN 8420671274
- Pinturas negras de Goya, Madrid, Tf, 1997. ISBN 8489162751
- Johannes Vermeer de Delft, Madrid, Tf, 2003. ISBN 8495183749
- Arte solidario. Exposición conmemorativa del primer aniversario de los atentados en las estaciones de Atocha, El Pozo y Santa Eugenia, Madrid, Comunidad de Madrid, 2005. ISBN 8445127322
- Francisco Goya, vida y obra, Madrid, Tf (Aficiones, 5-6), 2005, 2 vols. ISBN 9788496209398